# Gulden Eifeesten
De Gulden Eifeesten zijn een jaarlijkse culturele en folkloristische viering in het dorp Kruishoutem, deelgemeente van Kruisem, gelegen in de Belgische provincie Oost-Vlaanderen. Het evenement vindt traditioneel plaats in het paasweekend en brengt een breed scala aan activiteiten samen, waaronder optredens, verkiezingen, kermis en markten. De Gulden Eifeesten zijn uitgegroeid tot een evenement dat naast inwoners uit de gemeente ook bezoekers uit de ruime regio aantrekt. Volgens schattingen trekt het evenement elk jaar tussen de 10.000 en 15.000 bezoekers. 

## Oorsprong en betekenis
De Gulden Eifeesten weerspiegelen de rijke tradities van Kruishoutem. De geschiedenis van de Gulden Eifeesten gaat terug tot het midden van de 20e eeuw. Het evenement werd in het leven geroepen om de verbondenheid te vieren van het dorp Kruishoutem met haar agrarische tradities, met name de productie van en handel in eieren. 
Kruishoutem heeft een lange geschiedenis als Belgisch epicentrum van de eierhandel, waarbij zowel de productie als de distributie van eieren decennialang een belangrijke economische activiteit zijn gebleven. Sinds 1954, en tot op heden, worden de eierprijzen voor gans België iedere dinsdagvoormiddag door een eierprijzencommissie in Kruishoutem vastgelegd. Tot in de jaren ’70 werd een aanzienlijk deel van de Belgische eierexport via deze regio verhandeld, wat heeft bijgedragen aan de welvaart en identiteit van de regio. 
Dit erfgoed wordt tijdens de Gulden Eifeesten gevierd. Het "Gulden Ei" symboliseert vruchtbaarheid, welvaart en samenwerking binnen de gemeenschap. Daarnaast spelen de feesten een rol in het promoten van Kruishoutem als toeristische bestemming.
De eerste editie van de Gulden Eifeesten vond plaats in 1955 op initiatief van toenmalig gemeentesecretaris René D'Huyvetter en burgemeester Amedée Vergaert. In de beginjaren draaide het evenement vooral om kleinschalige folkloristische activiteiten. Door de jaren heen groeide het evenement uit tot een meer grootschalige festiviteit met af en toe nationale aandacht.

## Activiteiten
De Gulden Eifeesten richten zich op alle leeftijden. Enkele van de meest gekende activiteiten zijn:
- Verkiezingen: de verkiezingen van de Eierboer, Eikoningin, Eierprins en Eiprinses vormen een jaarlijks hoogtepunt van de Gulden Eifeesten. Deze verkiezingen zijn veel minder dan een traditionele missverkiezing gericht op schoonheid. Kandidaten worden geselecteerd op hun kennis van de ei-tradities en de gemeente, alsook hun motivatie om als ambassadeur van de gemeente op te treden. De verkozenen spelen het hele jaar door een rol in de promotie van Kruisem, en nemen deel aan evenementen in de gemeente en de regio daarrond. De verkiezing van de Eikoningin werd in 1963 geïntroduceerd; sinds 1976 wordt ieder jaar ook een Eierboer verkozen.
- De eierworp: vele plastic eitjes die zijn opgehangen aan kleine handgemaakte parachutes worden naar beneden gegooid vanuit een klok die is opgehangen aan een kabel gespannen tussen de toren van de plaatselijke Sint-Eligiuskerk en het gemeentehuis. De klok glijdt uit de toren richting gemeentehuis en laat onderweg haar eitjes vallen. In deze eitjes zitten natura-prijzen verstopt. Het zogenaamde "Gulden Ei" bevat een aanzienlijke geldprijs, en wordt als laatste naar beneden gegooid. Honderden mensen verzamelen zich op het dorpsplein om de eitjes trachten te vangen.
- Concerten en optredens: lokale en nationale artiesten verzorgen live muziekoptredens in een grote feesttent op het marktplein.
- Het Kruisems kampioenschap eiwerpen. Deze ludieke wedstrijd heeft eenvoudige regels: deelnemers gooien een rauw ei over een zo groot mogelijke afstand naar een partner die het ei probeert te vangen zonder dat het breekt. Deze wedstrijd wordt georganiseerd door de Ere-Eierboeren, de aldus geheten groep van voormalige Eierboeren. Het eiwerpen zorgt ieder jaar voor hilariteit en sportieve rivaliteit.
- Kinderactiviteiten: kermis, springkastelen en dergelijke voor kinderen.
- Vuurwerk.
- De Gulden Ei-optocht: een parade met praalwagens, muziekverenigingen en verklede deelnemers die door het dorpscentrum trekt. Ook de Kruishoutemse reuzen trekken, net als reuzen uit omliggende gemeenten, mee door het dorp. Deze optocht vindt de laatste jaren niet meer plaats.

## Erelijst Eierboeren en Eikoninginnen
Een gekend onderdeel van de Gulden Eifeesten is de jaarlijkse verkiezing van Eierboer en Eikoningin. Hieronder volgt een overzicht van winnaars van de afgelopen jaren:
| Jaar | Eierboer                 | Eikoningin                |
| ---- | ------------------------ | ------------------------- |
| 2025 | Sam Götze                | Beate Dewulf              |
| 2024 | Mario Taelman            | Juliette Swalus           |
| 2023 | Jens De Paepe            | Emeraude Doom             |
| 2022 | geen verkiezing          | geen verkiezing           |
| 2021 | geen verkiezing          | geen verkiezing           |
| 2020 | geen verkiezing          | geen verkiezing           |
| 2019 | Koen Eylenbosch          | Fien Vanlerberghe         |
| 2018 | Hannes De Wandel         | Yasmine Benzaza           |
| 2017 | Bart Vanluchene          | Céline Van Glabeke        |
| 2016 | Maarten Demeulemeester   | Laura Peers               |
| 2015 | Jens Le Roy              | Tessa Colpaert            |
| 2014 | Brecht De Baere          | Febe Duym                 |
| 2013 | Tom Buckens              | Karen Vanlerberghe        |
| 2012 | Jeroen De Coninck        | Heike De Maerteleire      |
| 2011 | Bernard Beké             | Magaly De Smet            |
| 2010 | Philippe Van Renterghem  | Isaura Vanlancker         |
| 2009 | Pascal Onderbeke         | Inge Verpoort             |
| 2008 | Davy De Groote           | Silke Gevaert             |
| 2007 | Steven De Sloover        | Melissa Windels           |
| 2006 | Benjamin Van Kwikenborne | Katleen Evenepoel         |
| 2005 | Jurgen Van De Woestijne  | Sofie Goerlandt           |
| 2004 | Olivier De Block         | Evelien Marlier           |
| 2003 | Peter De Craene          | Jozefien Heyse            |
| 2002 | Didier Verschueren       | Inge Brocken              |
| 2001 | Pascal Matthijs          | Lobke Van Kerschaver      |
| 2000 | Tom Leece                | Nathalie Claus            |
| 1999 | Andy Vandevyvere         | Brunhilde Verhenne        |
| 1998 | Bert Simoens             | Vicky Coussement          |
| 1997 | Patrick Van Heuverswijn  | Anouk De Graef            |
| 1996 | Eddy Van De Weghe        | Darline Van Heule         |
| 1995 | Dominique Bernaert       | Leen Claus                |
| 1994 | Jo Simoens               | Nele De Cock              |
| 1993 | Rik Verschuere           | Birgit Coppens            |
| 1992 | Koen De Boever           | Dominique Noë             |
| 1991 | Marnix Mehuys            | Inge De Mecheleer         |
| 1990 | Filip Van Renterghem     | Inge Baertsoen            |
| 1989 | Pascal De Poorter        | Sirenia Loef              |
| 1988 | Rik Vandebuerie          | Ann Verbrugghe            |
| 1987 | Geert Vanhoutte          | Chantal Ryckaert          |
| 1986 | Christophe Verhellen     | Micheline Samoise         |
| 1985 | Michel Dhondt            | Lieve Govaerts            |
| 1984 | Peter De Smeyter         | Ingaline Diericks-Vissers |
| 1983 | Christian De Ketelaere   | Nicole Sturtewagen        |
| 1982 | Luc Vanoost              | Marleen Moerman           |
| 1981 | Willy Garez              | Martine Van den Bossche   |
| 1980 | Christophe Leconte       | Martine Pilate            |
| 1979 | Hubert Walraet           | Ria Boonaert              |
| 1978 | Luc Provost              | Ingrid Colembie           |
| 1977 | Noël Hanskens            | Betty T'Jampens           |
| 1976 | Edwin Gheysens           | Linda Lepomme             |
| 1975 | geen Eierboer-verkiezing | Francine Vernimmen        |
| 1974 | geen Eierboer-verkiezing | Marianne De Vrieze        |
| 1973 | geen Eierboer-verkiezing | Jeannine Taillez          |
| 1972 | geen Eierboer-verkiezing | Imelda Verhelst           |
| 1971 | geen Eierboer-verkiezing | Fabienne Versypt          |
| 1970 | geen Eierboer-verkiezing | Christine Bocage          |
| 1969 | geen Eierboer-verkiezing | Lucy Van den Abeele       |
| 1968 | geen Eierboer-verkiezing | Nadine De Muynck          |
| 1967 | geen Eierboer-verkiezing | Marie-Lucy Van der Bracht |
| 1966 | geen Eierboer-verkiezing | Magda Mortier             |
| 1965 | geen Eierboer-verkiezing | Rita De Wulf              |
| 1964 | geen Eierboer-verkiezing | Lieve Dua                 |
| 1963 | geen Eierboer-verkiezing | Francine Lambert          |

## Trivia
- Tijdens de COVID-19-pandemie werden de Gulden Eifeesten drie jaar op rij (2020-2022) niet georganiseerd omwille van gezondheidsrisico's bij grote evenementen. In 2021 vond evenwel een aangepaste digitale editie van de Gulden Eifeesten plaats. Symbolisch werd de Belgische zangeres Sandra Kim toen tot Eikoningin uitgeroepen, zij het zonder een echte verkiezing. In het voorafgaande corona-jaar 2020 organiseerden de Ere-Eierboeren tevens een digitale verkiezing van de "Virtuele Eierboer en Eiboerin 2020"; die officieuze titels werden gewonnen door respectievelijk Jan De Ketelaere en Laura Van der Haegen.
- Het grootste ei dat ooit werd tentoongesteld tijdens de Gulden Eifeesten woog 1,9 kg. Het werd in 2007 geleverd door een lokale boerderij.
- In 2013 trok de Gulden Ei-optocht meer dan 20 praalwagens, een record in de geschiedenis van het evenement.